# Goar
Goar – imię męskie o pochodzeniu prawdopodobnie germańskim lub celtyckim.
Goar imieniny obchodzi 28 marca.